# Santa Maria da Feira
Santa Maria da Feira este un oraș în Districtul Aveiro, Portugalia.